# ヤン・ジヨン
ヤン・ジヨン（JI YONG YANG、1996年1月14日 - ）は、韓国の男性総合格闘家。Jeju Team the King所属。

## 来歴
キックボクサーとして23歳でプロデビュー。11勝1敗の好成績を上げてWAKOフェザー級王者になるも、「元々興味を持っていた総合格闘技をやりたい。キックではなく総合的に強いところを見せたい」という思いから24歳で総合格闘家に転向した。
その後、ROAD FC企画番組の無差別級などで勝ち星を重ね、アマチュア総合格闘技大会で5戦5勝無敗。
総合格闘技プロデビュー後、ROAD FCなどに出場し、デビューから4連勝を飾った。

### RIZIN
2022年7月2日、RIZIN初出場となったRIZIN.36で昇侍と66kg契約で対戦し、3Rリアネイキッドチョークによる一本勝ちを収めた。当初は朝倉海と61kg契約での対戦であったが、朝倉の拳の怪我により対戦相手が昇侍に変更された。
2022年11月6日、RIZIN LANDMARK 4で魚井フルスイングと対戦し、2Rに左ストレートでダウンを奪った後、パウンドによるTKO勝ちを収めた。
2024年4月29日、RIZIN.46でレスリング全日本選手権3連覇の倉本一真と対戦し、接戦となるが1Rにジヨンのロープ掴みの反則によるイエローカードの影響もあり、1-2の判定負け。
2024年12月29日、ROAD FC 071のROAD FC 63kgトーナメント 決勝でROAD FC 2階級制覇王者のキム・スーチョルと対戦し、左フックからのパウンドで1RTKO勝ちを収め、トーナメント優勝するが後にバッティングと判明したためノーコンテストとなった。
2025年3月16日、ROAD FC 072にて無差別級でムングンツォージ・ナンディンエルデンと対戦し乱打戦の末、1Rパウンドによりキャリア初のTKO負け。前日にライト級で試合する予定だったムングンツォージ・ナンディンエルデンの相手が欠場し試合中止になりかけたが、バンタム級のジヨンが代役出場した。

## 人物・エピソード
- 普段は済州島で農業を営んでいる[4](オレンジ栽培)。
- インタビューで日本と韓国の格闘技の違いを聞かれ、「シンプルに観客の数が全然違います。日本の格闘技の方が（観客が多く）熱があると感じ、ファンの人達の熱量と格闘技自体への熱量がそもそも違う。やはり格闘技は日本の方が色々と発展していると感じました」と答えている[5]。
- Twitterアカウントは日本のファンのために開設した[5]。
- 憧れのファイターは、ROAD FC兼RIZINファイターのキム・スーチョル[5]。

## 戦績

### プロ総合格闘技
| 総合格闘技 戦績 | 総合格闘技 戦績 | 総合格闘技 戦績 | 総合格闘技 戦績 | 総合格闘技 戦績 | 総合格闘技 戦績 | 総合格闘技 戦績 |
| --------------- | --------------- | --------------- | --------------- | --------------- | --------------- | --------------- |
| 14 試合         | (T)KO           | 一本            | 判定            | その他          | 引き分け        | 無効試合        |
| 10 勝           | 5               | 2               | 3               | 0               | 0               | 1               |
| 4 敗            | 1               | 2               | 1               | 0               | 0               | 1               |

| 勝敗 | 対戦相手                             | 試合結果                               | 大会名                                         | 開催年月日     |
| ×    | 安藤達也                             | 2R 3:52 リアネイキッドチョーク         | 超RIZIN.4 真夏の喧嘩祭り                       | 2025年7月27日  |
| ○    | 金太郎                               | 3R 0:19 TKO（パウンド）                | RIZIN WORLD SERIES in KOREA                    | 2025年5月31日  |
| ×    | ムングンツォージ・ナンディンエルデン | 1R 1:26 TKO（パウンド）                | ROAD FC 072                                    | 2025年3月16日  |
| ー   | キム・スーチョル                     | 1R 1:02 ノーコンテスト（バッティング） | ROAD FC 071 【ROAD FC 63kgトーナメント 決勝】  | 2024年12月29日 |
| ○    | アレクセイ・インデンコ               | 1R 0:35 KO（左ストレート）             | ROAD FC 069 【ROAD FC 63kgトーナメント 1回戦】 | 2024年8月31日  |
| ×    | 倉本一真                             | 5分3R終了 判定1-2                      | RIZIN.46 【日韓対抗戦】                        | 2024年4月29日  |
| ○    | パク・ジェソン                       | 1R 0:08 KO（右フック）                 | ROAD FC 067                                    | 2023年12月16日 |
| ○    | 高橋謙斗                             | 5分3R終了 判定3-0                      | ROAD FC 066                                    | 2023年10月29日 |
| ○    | ムン・ジェフン                       | 5分3R終了 判定2-1                      | ROAD FC 065                                    | 2023年8月26日  |
| ×    | ラジャブアリ・シェイドゥラエフ       | 1R 4:00 リアネイキッドチョーク         | ROAD FC 064 【ROAD FC 63kgトーナメント 1回戦】 | 2023年6月24日  |
| ○    | 平澤宏樹                             | 1R 1:47 TKO（左ストレート）            | ROAD FC 063                                    | 2023年2月25日  |
| ○    | 魚井フルスイング                     | 2R 4:13 TKO（左ストレート→パウンド）   | RIZIN LANDMARK 4                               | 2022年11月6日  |
| ○    | 昇侍                                 | 3R 1:46 リアネイキッドチョーク         | RIZIN.36                                       | 2022年7月2日   |
| ○    | キム・ヒョヌ                         | 3R 2:03 ギロチンチョーク               | ROAD FC 060                                    | 2022年5月13日  |
| ○    | イ・ジョンヒョン                     | 5分2R終了 判定3-0                      | ROAD FC 058                                    | 2021年7月3日   |

### アマチュア総合格闘技
| 勝敗 | 対戦相手         | 試合結果                  | 大会名                    | 開催年月日     |
| ○    | ハン・ミンヒョン | 1R 1:29 TKO（パンチ連打） | ROAD FC Arc 003           | 2020年10月17日 |
| ○    | キム・イサク     | 3分3R終了 判定3-0         | ROAD FC Arc 002           | 2020年7月18日  |
| ○    | チェ・ヨンフ     | 勝利                      | Road FC Central League 49 | 2019年8月24日  |
| ○    | イ・ソクミン     | 勝利                      | Road FC Central League 48 | 2019年6月29日  |
| ○    | アン・チャンヨン | 勝利                      | Road FC Central League 47 | 2019年4月27日  |
| ○    | ヤン・ヒジュン   | 勝利                      | Road FC Central League 47 | 2019年4月27日  |
| ○    | イ・ミンギュ     | 勝利                      | Road FC Central League 46 | 2019年3月26日  |

### 試合映像
1. ↑  『【試合映像】Full Fight | 昇侍 vs ヤン・ジヨン Shoji vs Ji Yong Yang RIZIN 36』RIZIN公式YouTubeチャンネル、2022年。
2. ↑  『【試合映像】Full Fight | 魚井フルスイング vs. ヤン・ジヨン / Uoi Fullswing vs. Ji Yong Yang - RIZIN LANDMARK 4』RIZIN公式YouTubeチャンネル、2022年。

### 補足映像
1. ↑  『【番組】RIZIN CONFESSIONS #110（※番組内で試合映像＆ヤン・ジヨンと魚井フルスイングによる試合振り返りドキュメンタリー番組）』RIZIN公式YouTubeチャンネル、2022年。
2. ↑  『【番組】RIZIN CONFESSIONS #149（※番組内で試合映像＆ヤン・ジヨンと倉本一真による試合振り返りドキュメンタリー番組）』RIZIN公式YouTubeチャンネル、2024年。